# Puchar Kontynentalny Juniorów Młodszych w saneczkarstwie 2022/2023
Historyczny sezon 2022/2023 Pucharu Kontynentalnego Juniorów Młodszych w saneczkarstwie rozpoczął się 2 grudnia 2022 r. w łotewskiej Siguldzie. Ostatnie zawody z tego cyklu zostały rozegrane 12 lutego 2023 r. na torze w południowokoreańskim Pjongczangu.

## Kalendarz Pucharu Kontynentalnego
| Lp.             | Data                | Miejscowość | Konkurencja                          | 1. miejsce                                                                              | 2. miejsce                                                                                       | 3. miejsce                                                               |
| --------------- | ------------------- | ----------- | ------------------------------------ | --------------------------------------------------------------------------------------- | ------------------------------------------------------------------------------------------------ | ------------------------------------------------------------------------ |
| 1. PKJM EUROPA  | 2–3 grudnia 2022    | Sigulda     | Jedynki juniorek młodszych           | Alexandra Oberstolz                                                                     | Melina Hänsch                                                                                    | Laura Koch                                                               |
| 1. PKJM EUROPA  | 2–3 grudnia 2022    | Sigulda     | Jedynki juniorów młodszych           | Carlos Stang                                                                            | Niklas Zehner                                                                                    | Luca Theile                                                              |
| 1. PKJM EUROPA  | 2–3 grudnia 2022    | Sigulda     | Dwójki juniorek młodszych            | Niemcy Sarah Pflaume · Lina Peterseim                                                   | Niemcy Lilly Sophie Bierast · Leandra Claus                                                      | Włochy Alexandra Oberstolz · Katharina Sofie Kofler                      |
| 1. PKJM EUROPA  | 2–3 grudnia 2022    | Sigulda     | Dwójki juniorów młodszych            | Niemcy Louis Grünbeck · Maximilian Kührt                                                | Niemcy Sebastian Horstmann · Sebastian Rosenberger                                               | Niemcy Silas Sartor · Jannes Degenhardt                                  |
| 2. PKJM EUROPA  | 16–17 grudnia 2022  | Bludenz     | Jedynki juniorek młodszych           | Melina Hänsch                                                                           | Laura Koch                                                                                       | Helena Trampe                                                            |
| 2. PKJM EUROPA  | 16–17 grudnia 2022  | Bludenz     | Jedynki juniorów młodszych           | Niklas Zehner                                                                           | Milo Schaub                                                                                      | Johannes Scharnagl                                                       |
| 2. PKJM EUROPA  | 16–17 grudnia 2022  | Bludenz     | Dwójki juniorek młodszych            | Niemcy Lilly Sophie Bierast · Leandra Claus                                             | Niemcy Sarah Pflaume · Lina Peterseim                                                            | Łotwa Arta Pole · Agnija Bogdānova                                       |
| 2. PKJM EUROPA  | 16–17 grudnia 2022  | Bludenz     | Dwójki juniorów młodszych            | Niemcy Louis Grünbeck · Maximilian Kührt                                                | Niemcy Silas Sartor · Jannes Degenhardt                                                          | Niemcy Sebastian Horstmann · Sebastian Rosenberger                       |
| 1. PKJM AZJA    | 17 grudnia 2022     | Pjongczang  | Jedynki juniorek młodszych           | Xin Lihui                                                                               | Shin Yu-bin                                                                                      | Kim So-yoon                                                              |
| 1. PKJM AZJA    | 17 grudnia 2022     | Pjongczang  | Jedynki juniorów młodszych           | Kim Ha-yoon                                                                             | Kim Bo-keun                                                                                      | Thiraphat Sata                                                           |
| 1. PKJM AZJA    | 17 grudnia 2022     | Pjongczang  | Dwójki juniorek młodszych            | Odwołano                                                                                | Odwołano                                                                                         | Odwołano                                                                 |
| 1. PKJM AZJA    | 17 grudnia 2022     | Pjongczang  | Dwójki juniorów młodszych            | Korea Południowa Kim Ha-yoon · Bae Jae-seong                                            | –                                                                                                | –                                                                        |
| 1. PKJM AMERYKA | 13–14 stycznia 2023 | Whistler    | Jedynki juniorek młodszych           | Embyr-Lee Susko                                                                         | Beattie Podulsky                                                                                 | Maya Yuen                                                                |
| 1. PKJM AMERYKA | 13–14 stycznia 2023 | Whistler    | Jedynki juniorów młodszych           | Theo Downey                                                                             | Billy Borger                                                                                     | Bastian van Wouw                                                         |
| 1. PKJM AMERYKA | 13–14 stycznia 2023 | Whistler    | Dwójki juniorek młodszych            | Stany Zjednoczone Goldie Miller · Haidyn Bunker                                         | –                                                                                                | –                                                                        |
| 1. PKJM AMERYKA | 13–14 stycznia 2023 | Whistler    | Dwójki juniorów młodszych            | Odwołano                                                                                | Odwołano                                                                                         | Odwołano                                                                 |
| 2. PKJM AMERYKA | 20–21 stycznia 2023 | Park City   | Jedynki juniorek młodszych           | Embyr-Lee Susko                                                                         | Beattie Podulsky                                                                                 | Maya Yuen                                                                |
| 2. PKJM AMERYKA | 20–21 stycznia 2023 | Park City   | Jedynki juniorów młodszych           | Theo Downey                                                                             | Billy Borger                                                                                     | Bastian van Wouw                                                         |
| 2. PKJM AMERYKA | 20–21 stycznia 2023 | Park City   | Dwójki juniorek młodszych            | Stany Zjednoczone Goldie Miller · Haidyn Bunker                                         | –                                                                                                | –                                                                        |
| 2. PKJM AMERYKA | 20–21 stycznia 2023 | Park City   | Dwójki juniorów młodszych            | Odwołano                                                                                | Odwołano                                                                                         | Odwołano                                                                 |
| 3. PKJM EUROPA  | 22–23 stycznia 2023 | Winterberg  | Jedynki juniorek młodszych           | Laura Koch                                                                              | Melina Hänsch                                                                                    | Helena Trampe                                                            |
| 3. PKJM EUROPA  | 22–23 stycznia 2023 | Winterberg  | Jedynki juniorów młodszych           | Luca Theile                                                                             | Leon Haselrieder                                                                                 | Julien Elias Kohlschmidt                                                 |
| 3. PKJM EUROPA  | 22–23 stycznia 2023 | Winterberg  | Dwójki juniorek młodszych            | Włochy Alexandra Oberstolz · Katharina Sofie Kofler                                     | Niemcy Sarah Pflaume · Lina Peterseim                                                            | Niemcy Lilly Sophie Bierast · Leandra Claus                              |
| 3. PKJM EUROPA  | 22–23 stycznia 2023 | Winterberg  | Dwójki juniorów młodszych            | Niemcy Louis Grünbeck · Maximilian Kührt                                                | Włochy Philipp Brunner · Manuel Weissensteiner                                                   | Austria Johannes Scharnagl · Moritz Schiegl                              |
| 2. PKJM AZJA    | 11–12 lutego 2023   | Pjongczang  | Jedynki juniorek młodszych           | Alexandra Oberstolz                                                                     | Lina Bleiner                                                                                     | Viktoria Gasser                                                          |
| 2. PKJM AZJA    | 11–12 lutego 2023   | Pjongczang  | Jedynki juniorów młodszych           | Philipp Brunner                                                                         | Paul Socher                                                                                      | Leon Haselrieder                                                         |
| 2. PKJM AZJA    | 11–12 lutego 2023   | Pjongczang  | Dwójki juniorek młodszych            | Włochy Alexandra Oberstolz · Katharina Sofie Kofler                                     | Austria Lina Riedl · Anna Lerch                                                                  | Austria Marie Riedl · Nina Lerch                                         |
| 2. PKJM AZJA    | 11–12 lutego 2023   | Pjongczang  | Dwójki juniorów młodszych            | Włochy Philipp Brunner · Manuel Weissensteiner                                          | Austria Johannes Scharnagl · Moritz Schiegl                                                      | Łotwa Jānis Gruzdulis-Borovojs · Uldis Jakseboga                         |
| 2. PKJM AZJA    | 11–12 lutego 2023   | Pjongczang  | Sztafety mieszane juniorów młodszych | Włochy Alexandra Oberstolz · Leon Haselrieder · Philipp Brunner · Manuel Weissensteiner | Łotwa Amanda Ogorodņikova · Edvards Marts Markitāns · Jānis Gruzdulis-Borovojs · Uldis Jakseboga | Austria Lina Bleiner · Paul Socher · Johannes Scharnagl · Moritz Schiegl |

## Klasyfikacje

### Ameryka
| Miejsce | Zawodniczka      | Reprezentacja     | Punkty |
| ------- | ---------------- | ----------------- | ------ |
| 1.      | Embyr-Lee Susko  | Kanada            | 200    |
| 2.      | Beattie Podulsky | Kanada            | 170    |
| 3.      | Maya Yuen        | Kanada            | 140    |
| 4.      | Talia Tonn       | Stany Zjednoczone | 110    |
| 4.      | Ellie Kleinheinz | Stany Zjednoczone | 110    |
| 6.      | Brianna Gosnell  | Stany Zjednoczone | 101    |
| 6.      | Sadie Martin     | Stany Zjednoczone | 101    |
| 8.      | Caylin Weaver    | Stany Zjednoczone | 84     |
| 9.      | Wren Ford        | Stany Zjednoczone | 75     |
| 9.      | Ashtynn Forsberg | Kanada            | 75     |

| Miejsce | Zawodnik         | Reprezentacja     | Punkty |
| ------- | ---------------- | ----------------- | ------ |
| 1.      | Theo Downey      | Kanada            | 200    |
| 2.      | Billy Borger     | Kanada            | 170    |
| 3.      | Bastian van Wouw | Kanada            | 140    |
| 4.      | Orson Colby      | Stany Zjednoczone | 120    |
| 5.      | Seth Coates      | Stany Zjednoczone | 105    |
| 6.      | Nate Bivins      | Stany Zjednoczone | 101    |
| 7.      | Gavin Davis      | Stany Zjednoczone | 96     |

| Miejsce | Zawodniczki                      | Reprezentacja     | Punkty |
| ------- | -------------------------------- | ----------------- | ------ |
| 1.      | Goldie Miller Haidyn Bunker      | Stany Zjednoczone | 200    |
| —       | Maggie Richardson Adeline Albert | Stany Zjednoczone | 0      |

### Azja
| Miejsce | Zawodniczka         | Reprezentacja    | Punkty |
| ------- | ------------------- | ---------------- | ------ |
| 1.      | Shin Yu-bin         | Korea Południowa | 124    |
| 2.      | Xin Lihui           | Chiny            | 100    |
| 2.      | Alexandra Oberstolz | Włochy           | 100    |
| 4.      | Kim So-yoon         | Korea Południowa | 88     |
| 5.      | Park Ji-ye          | Korea Południowa | 85     |
| 5.      | Lina Bleiner        | Austria          | 85     |
| 7.      | Bae Ha-young        | Korea Południowa | 76     |
| 8.      | Viktoria Gasser     | Austria          | 70     |
| 9.      | Kim Li-un           | Korea Południowa | 65     |
| 10.     | Amanda Ogorodņikova | Łotwa            | 60     |
|         |                     |                  |        |
| 19.     | Oliwia Dawidowska   | Polska           | 30     |
| 21.     | Zuzanna Jędrzejczyk | Polska           | 26     |
| 24.     | Emilia Nosal        | Polska           | 22     |
| 31.     | Zuzanna Pieron      | Polska           | 11     |

| Miejsce | Zawodnik                | Reprezentacja    | Punkty |
| ------- | ----------------------- | ---------------- | ------ |
| 1.      | Kim Ha-yoon             | Korea Południowa | 120    |
| 2.      | Kim Bo-keun             | Korea Południowa | 109    |
| 3.      | Philipp Brunner         | Włochy           | 100    |
| 4.      | Paul Socher             | Austria          | 85     |
| 5.      | Thiraphat Sata          | Tajlandia        | 84     |
| 6.      | Yu Ji-hun               | Korea Południowa | 79     |
| 7.      | Bae Jae-seong           | Korea Południowa | 71     |
| 8.      | Leon Haselrieder        | Włochy           | 70     |
| 9.      | Vlad Florin Muşei       | Rumunia          | 60     |
| 10.     | Edvards Marts Markitāns | Łotwa            | 55     |
|         |                         |                  |        |
| 23.     | Michał Gancarczyk       | Polska           | 22     |

| Miejsce | Zawodniczki                                | Reprezentacja     | Punkty |
| ------- | ------------------------------------------ | ----------------- | ------ |
| 1.      | Alexandra Oberstolz Katharina Sofie Kofler | Włochy            | 100    |
| 2.      | Lina Riedl Anna Lerch                      | Austria           | 85     |
| 3.      | Marie Riedl Nina Lerch                     | Austria           | 70     |
| 4.      | Zuzanna Jędrzejczyk Zuzanna Pieron         | Polska            | 60     |
| —       | Goldie Miller Haidyn Bunker                | Stany Zjednoczone | 0      |
| —       | Arta Pole Agnija Bogdānova                 | Łotwa             | 0      |
| —       | Switłana Sołowej Anna-Marija Harcuła       | Ukraina           | 0      |

| Miejsce | Zawodnicy                                | Reprezentacja    | Punkty |
| ------- | ---------------------------------------- | ---------------- | ------ |
| 1.      | Kim Ha-yoon Bae Jae-seong                | Korea Południowa | 160    |
| 2.      | Philipp Brunner Manuel Weissensteiner    | Włochy           | 100    |
| 3.      | Johannes Scharnagl Moritz Schiegl        | Austria          | 85     |
| 4.      | Jānis Gruzdulis-Borovojs Uldis Jakseboga | Łotwa            | 70     |
| 5.      | Maksym Panczuk Andrij Muc                | Ukraina          | 55     |
| —       | Karol Warzybok Cyprian Dybalski          | Polska           | 0      |

### Europa
| Miejsce | Zawodniczka            | Reprezentacja | Punkty |
| ------- | ---------------------- | ------------- | ------ |
| 1.      | Melina Hänsch          | Niemcy        | 270    |
| 2.      | Laura Koch             | Niemcy        | 255    |
| 3.      | Alexandra Oberstolz    | Włochy        | 155    |
| 4.      | Annina Grundböck       | Austria       | 149    |
| 5.      | Helena Trampe          | Niemcy        | 140    |
| 6.      | Lina Bleiner           | Austria       | 135    |
| 7.      | Ana Teodorescu         | Rumunia       | 122    |
| 8.      | Amanda Ogorodņikova    | Łotwa         | 100    |
| 9.      | Anna Aizupe            | Łotwa         | 98     |
| 10.     | Katharina Sofie Kofler | Włochy        | 84     |
|         |                        |               |        |
| 14.     | Zuzanna Jędrzejczyk    | Polska        | 70     |
| 22.     | Zuzanna Pieron         | Polska        | 32     |
| —       | Oliwia Dawidowska      | Polska        | 0      |
| —       | Emilia Nosal           | Polska        | 0      |

| Miejsce | Zawodnik                | Reprezentacja | Punkty |
| ------- | ----------------------- | ------------- | ------ |
| 1.      | Luca Theile             | Niemcy        | 225    |
| 2.      | Niklas Zehner           | Niemcy        | 224    |
| 3.      | Paul Socher             | Austria       | 162    |
| 4.      | Johannes Scharnagl      | Austria       | 161    |
| 5.      | Jannes Degenhardt       | Niemcy        | 156    |
| 6.      | Carlos Stang            | Niemcy        | 150    |
| 7.      | Leon Haselrieder        | Włochy        | 140    |
| 8.      | Nicolas Sandbichler     | Austria       | 102    |
| 9.      | Vlad Florin Muşei       | Rumunia       | 92     |
| 10.     | Milo Schaub             | Niemcy        | 85     |
| 10.     | Edvards Marts Markitāns | Łotwa         | 85     |
| 10.     | Moritz Schiegl          | Austria       | 85     |
|         |                         |               |        |
| 17.     | Michał Gancarczyk       | Polska        | 59     |

| Miejsce | Zawodniczki                                | Reprezentacja     | Punkty |
| ------- | ------------------------------------------ | ----------------- | ------ |
| 1.      | Sarah Pflaume Lina Peterseim               | Niemcy            | 270    |
| 2.      | Lilly Sophie Bierast Leandra Claus         | Niemcy            | 255    |
| 3.      | Arta Pole Agnija Bogdānova                 | Łotwa             | 180    |
| 4.      | Alexandra Oberstolz Katharina Sofie Kofler | Włochy            | 170    |
| 5.      | Switłana Sołowej Anna-Marija Harcuła       | Ukraina           | 60     |
| 5.      | Hannah Puy Marie Sauerteig                 | Niemcy            | 60     |
| 7.      | Goldie Miller Haidyn Bunker                | Stany Zjednoczone | 55     |
| 7.      | Marie Riedl Nina Lerch                     | Austria           | 55     |
| 9.      | Zuzanna Jędrzejczyk Zuzanna Pieron         | Polska            | 50     |
| —       | Maggie Richardson Adeline Albert           | Stany Zjednoczone | 0      |

| Miejsce | Zawodnicy                                 | Reprezentacja | Punkty |
| ------- | ----------------------------------------- | ------------- | ------ |
| 1.      | Louis Grünbeck Maximilian Kührt           | Niemcy        | 300    |
| 2.      | Silas Sartor Jannes Degenhardt            | Niemcy        | 215    |
| 3.      | Sebastian Horstmann Sebastian Rosenberger | Niemcy        | 205    |
| 4.      | Jānis Gruzdulis-Borovojs Uldis Jakseboga  | Łotwa         | 157    |
| 5.      | Karol Warzybok Cyprian Dybalski           | Polska        | 110    |
| 6.      | Maksym Panczuk Andrij Muc                 | Ukraina       | 106    |
| 7.      | David Svárovský Štefan Janák              | Czechy        | 96     |
| 8.      | Nazarij Kaczmar Ołeksandr Łomakowicz      | Ukraina       | 92     |
| 9.      | Philipp Brunner Manuel Weissensteiner     | Włochy        | 85     |
| 10.     | Johannes Scharnagl Moritz Schiegl         | Austria       | 70     |